# Helicopter (canción)
«Helicopter» es una canción grabada por el grupo femenino surcoreano CLC, escrita por Jo Yoon Kyung, Yeeun y BreadBeat. Fue lanzada el 2 de septiembre de 2020 por Cube Entertainment como un álbum sencillo. Un vídeo musical de la canción también fue lanzado el 2 de septiembre.

## Antecedentes y composición
Después de un año desde «Devil», su último sencillo digital lanzado, se comenzó a rumorear sobre el regreso de CLC con un nuevo trabajo. El 19 de agosto, se publicó de manera oficial la nueva imagen del grupo, que consistió en el cambio de logotipo, cambio de saludo, el anuncio de los colores oficiales para sus fanes y una estética más madura. Además se lanzó un corto vídeo visual para promocionar este cambio y su inminente regreso. El 23 de agosto se anunció con un póster que el título de la nueva canción sería «Helicopter» y el regreso consistiría en un álbum sencillo, confirmando como la fecha definitiva de lanzamiento el 2 de septiembre.
La canción fue escrita por Jo Yoon Kyung, BreadBeat y Yeeun, miembro y rapera principal de CLC. Fue compuesta y producida por Hyuk Shin, quien ha trabajado en producciones discográficas de Justin Bieber y EXO, entre otros; junto a Melanie Joy Fontana, Michel "Lindgren" Schulz y Jisoo Park.

## Lanzamiento
El 24 y 25 de agosto se lanzaron teaser posters de cada una de las integrantes del grupo. El 26 de agosto se publicó un breve audio adelanto de la canción y el 30 del mismo mes se lanzó el primer teaser trailer del vídeo musical que acompañaría a la canción.
El 2 de septiembre, en una conferencia de prensa, fue lanzada la canción de manera oficial y su coreografía fue presentada por primera vez en el evento. Posteriormente fue liberado su vídeo musical. Según la sinopsis oficial, la canción inspira al oyente en tener curiosidad sobre el futuro, y cuenta cómo CLC encuentra las soluciones de maneras únicas y especiales. El título de la canción sirve como metáfora del despegue del grupo al mundo con confianza, conquistando el futuro y enfrentando nuevos retos.
La canción fue lanzada a través de varios portales de música, incluyendo Melon, iTunes y Spotify.

## Vídeo musical
Un vídeo musical fue lanzado junto con el sencillo el 2 de septiembre. En este vídeo, las miembros presentan una coreografía poderosa y dinámica en un ambiente futurista lleno de luces de neón y grandes efectos de luces, mostrando el salto de nivel del grupo. Muestran movimientos físicos que asemejan a los de un helicóptero, acompañadas durante gran parte del vídeo de un grupo de baile masculino. 
El vídeo Musical de la canción alcanzó 6.9 millones de visitas en sus primeras 24 horas, convirtiéndolo en el vídeo del grupo más visto en dicha cantidad de tiempo.
El 4 de septiembre fue lanzado el vídeo de práctica de la coreografía de la canción a través de la cuenta oficial del grupo en YouTube.

## Promoción
CLC presentó «Helicopter» por primera vez el 3 de septiembre de 2020 en el programa de televisión M! Countdown. El 4 de septiembre fue el turno de presentarse en el programa Music Bank del canal KBS 2TV. El 5 de septiembre asistieron a Show! Music Core. Al día siguiente se presentaron en el programa Inkigayo. El 8 de septiembre cerraron su primera semana de promoción presentándose en el programa musical The Show.

## Versión en inglés
El lanzamiento trae como lado B la versión en inglés de «Helicopter», la que fue traducida por Melanie Joy Fontana. El 7 de septiembre, el canal de CLC lanzó un vídeo oficial con la letra de la canción.

## Lista de canciones
| Descarga digital |              |                                 |                                                                                                  |                          |          |  |
| N.º              | Título       | Letras                          | Música                                                                                           | Arreglo                  | Duración |  |
| 1.               | «Helicopter» | Jo Yoon Kyung, Yeeun, BreadBeat | Hyuk Shin (153/Joombas), Melanie Joy Fontana, Michel "Lindgren" Schulz, Jisoo Park (153/Joombas) | Michel "Lindgren" Schulz | 4:05     |  |
| 4:05             |              |                                 |                                                                                                  |                          |          |  |

| CD   |                                |                                                      |                                                                                                  |                          |          |  |
| N.º  | Título                         | Letras                                               | Música                                                                                           | Arreglo                  | Duración |  |
| 1.   | «Helicopter»                   | Jo Yoon Kyung, Yeeun, BreadBeat                      | Hyuk Shin (153/Joombas), Melanie Joy Fontana, Michel "Lindgren" Schulz, Jisoo Park (153/Joombas) | Michel "Lindgren" Schulz | 4:05     |  |
| 2.   | «Helicopter (english version)» | Jo Yoon Kyung, Yeeun, BreadBeat, Melanie Joy Fontana | Hyuk Shin (153/Joombas), Melanie Joy Fontana, Michel "Lindgren" Schulz, Jisoo Park (153/Joombas) | Michel "Lindgren" Schulz | 4:05     |  |
| 8:10 |                                |                                                      |                                                                                                  |                          |          |  |

## Reconocimientos

### Premios y nominaciones
| Año  | Premio                | Categoría                    | Resultado | Ref.   |
| ---- | --------------------- | ---------------------------- | --------- | ------ |
| 2020 | EuroKpop Awards       | Mejor vídeo musical femenino | Nominado  | [ 20 ] |
| 2020 | Star FM Baguio Awards | Canción k-pop del año        | Nominado  | [ 21 ] |

### Listados
| Publicación   | Lista                          | Ranking | Ref.   |
| ------------- | ------------------------------ | ------- | ------ |
| Man's Fashion | Top 10 K-Pop Songs for Fitness | 10º     | [ 22 ] |

## Posicionamiento en listas
| Lista (2020)                             | Mejor posición |
| ---------------------------------------- | -------------- |
| Corea del Sur (Gaon Album Chart)         | 8              |
| Corea del Sur (Gaon Download Chart)      | 116            |
| Estados Unidos (Billboard Digital Songs) | 6              |

## Historial de lanzamiento
| País          | Fecha                   | Formato                       | Sello              | Ref.   |
| ------------- | ----------------------- | ----------------------------- | ------------------ | ------ |
| Corea del Sur | 2 de septiembre de 2020 | CD Descarga digital streaming | Cube Entertainment | [ 26 ] |
| Varios        | 2 de septiembre de 2020 | CD Descarga digital streaming | Cube Entertainment | [ 26 ] |